# Dehnbarkeit
Unter Dehnbarkeit versteht man in der Festigkeitslehre die Eigenschaft eines Werkstoffes, unter Krafteinwirkung seine Form zu verändern. Die Dehnbarkeit gibt an, wie weit ein Werkstoff verlängert werden kann, ohne dass er bricht oder reißt.

## Messung
Beim Zugversuch im Rahmen der Werkstoffprüfung werden in einem Kraft-Verlängerungs-Diagramm die Werkstoffdaten aufgezeichnet. Anschließend wird das Diagramm in ein Spannungs-Dehnungs-Diagramm überführt. Dazu wird die Kraft auf die Querschnittsfläche bezogen, das ergibt die Spannung, und die Verlängerung auf die Anfangslänge der Zugprobe, das ergibt die Dehnung. Die Dehnbarkeit ist die Längenänderung bis zum Bruch, während die Zugfestigkeit die Spannung beschreibt, die bis zum Bruch aufzuwenden ist.
Derjenige Teil der Verformung, bis zu dem die Dehnung gleichmäßig und ohne Einschnürung erfolgt, wird dabei Gleichmaßdehnung genannt, die Gesamtverformung bis zum Bruch Bruchdehnung.